# ألاباد
ألاباد هي بلدة في مقاطعة قوم قورغان في ولاية صرخنداريا في أوزبكستان.